# Calophasia extensa
Calophasia extensa là một loài bướm đêm trong họ Noctuidae.